# Експрес (радио)
Вижте пояснителната страница за други значения на Експрес.
Експрес e българска радиостанция, излъчвала в ефир от 1 ноември 1992 г. до 21 март 2007 г.. Тя една от първите частни български радиостанции и първото частно национално радио в България.
Радиостанцията е създадена от Любомир Павлов през 1992 г. и започва да излъчва в района на град София от студио, разположено на 17-ия етаж в административната сграда на НДК, а първи главен редактор на радиото е журналистът Радослав Янкулов. През 1994 г. радиото започва да излъчва програмата си и в други градове в страната, като така става първото българско частно радио с национално покритие. По това време собственик на радиото е сърбинът Дарко Таминджич, основателят на Нова телевизия. 
През август 2000 г. радиото, заедно с Нова телевизия, стават собственост на гръцката „Антена Груп“. В този период директор на радиото е Мартин Минков, а програмен директор - Еди Емирян. От февруари 2001 г. се засилва информационното присъствие във формата на радиото. Акцентът пада главно върху репортерския прочит на събитията. От 2002 г. сутрешният блок на Нова телевизия „Здравей, България!“ с Милен Цветков се предава и по радиото. По това време, по-голямата част от честотите на радиото са променени, старите са предоставени на „Дарик Радио“, а за Благоевград и за Видин са пуснати нови предаватели. От 2003 г. Радио Експрес излъчва регионални програми в град Враца, от 24. май 2004 г. в Сливен, от 25. май 2005 г. в Кърджали, а от 2006 г. и в Смолян.
През 2006 г. радиото е закупено от медийната компания „Ес Би Ес броудкастинг“ (SBS Broadcasting), която преустановява излъчването му на 21 март 2007 г., като неговите честоти в София и Пловдив се заемат от радио „The Voice“, а в страната на честотите му започват да излъчват радио Веселина или радио Витоша.